# 偏坡营镇
偏坡营镇，原名偏坡营满族乡，是中华人民共和国河北省承德市隆化县下辖的一个镇，2021年12月31日撤乡设镇。

## 行政区划
偏坡营镇下辖以下地区：
偏坡营村、卧虎沟村、九神庙村、茅沟门村、哈吣营村、颇赖村、白银沟村、昆仑沟村、靠山营村、榆树林村、黄酒铺村、上山咀村、红砬沟村和榆树村。